# Kokotoni Wilf
Kokotoni Wilf — відеогра, випущена компанією Elite Systems у 1984 році на кількох платформах.

## Загальна інформація
Гравець керує крилатою людиною, на ім'я Кокотоні Вільф, завданням якого є зібрати всі частини Драконячого амулета, розкидані по різних історичним епохам. Всього в грі представлені шість епох: стародавній світ (965 років до нашої ери), середньовіччя (1066 — рік нормандського завоювання Англії), епоха Відродження (1467), Новий час (1784), сучасність (1984) і майбутнє (на момент створення гри — 2001 рік). У кожній епосі потрібно знайти та зібрати всі фрагменти амулета, після чого з'явиться останній фрагмент, який до цього невидимий.
У кожній епосі головному герою необхідно подолати безліч різних небезпек, характерних для відповідного історичного періоду — від динозаврів і лучників до літаків і космічних кораблів. Герой не має зброї та повинен просто уникати цих небезпек. Усього в грі 63 екрани, частина з них має вигляд мінілабіринтів.

## Оцінки
- CRASH[en] — 84%[2]
- Zzap!64 —77%.[1]
- Home Computing Weekly — 4/5.[3]

## Додаткові факти
- Elite Systems проводила конкурс: перші 100 гравців, які пройшли Kokotoni Wilf, могли отримати безплатну копію наступної гри компанії — The Fall Guy[en]. Щоб підтвердити своє проходження, учасники конкурсу мали повідомити інформацію, що відкривається наприкінці гри — навіщо чарівник Ульріх послав Kokotoni Wilf'а на пошук частин амулета. У журналі Personal Computer Games за січень 1985 був опублікований лист одного з читачів, який зіткнувся з ігровим багом: у нього відбулося некоректне завантаження програми, і інформація про Ульріха з'явилася до того, як він почав грати[4].
- Гру можна почати з будь-якої з перших трьох епох — для цього потрібно натиснути клавіші 1—3, причому попередні епохи вважатимуться пройденими[5].
- У 965 році до нашої ери є динозаври, що зовсім не відповідає історичній дійсності (динозаври вимерли близько 65 млн років тому).